# 에리다스 데 아모르
《에리다스 데 아모르》(스페인어: Heridas de amor)은 2006년 방영된 멕시코의 텔레노벨라이다.